# Premis Cóndor de Plata 2007
La 55a edició dels Premis Cóndor de Plata 2007, concedits per l'Asociación de Cronistas Cinematográficos de la Argentina, va tenir lloc el 2 de juliol de l'any 2007 al Teatro ND Ateneo, de Buenos Aires, on es va reconèixer a les millors pel·lícules argentines estrenades durant l'any 2006. Aquest cop la cerimònia no va ser televisada.
Les nominacions van ser anunciades el mes de desembre de l'any 2006 i el lliurament de diplomes es va celebrar el dia 26 d'aquest mes, en el Centre Cultural Borges.

## Guanyadors i nominats
| Millor pel·lícula | Millor director |
| --- | --- |
| - Crónica de una fuga — Adrián Caetano - Derecho de familia — Daniel Burman - El método — Marcelo Piñeyro - Las manos — Alejandro Doria - Nacido y criado — Pablo Trapero | - Daniel Burman — Derecho de familia - Adrián Caetano — Crónica de una fuga - Alejandro Doria — Las manos - Marcelo Piñeyro — El método - Pablo Trapero — Nacido y criado - Rodrigo Moreno — El custodio |
| Millor actriu | Millor actor |
| - Valeria Bertucelli — Mientras tanto - Adriana Aizemberg — A través de tus ojos - Carolina Fal — Monobloc - Graciela Borges — Las manos - Julieta Diaz — Derecho de familia - Leonora Balcarce — Los suicidas                                                               | - Julio Chávez — El custodio - Daniel Hendler — Derecho de familia - Jorge Marrale — Las manos - Pepe Soriano — A través de tus ojos - Rodrigo de la Serna — Crónica de una fuga |
| Millor actriu de repartiment | Millor actor de repartiment |
| - Evangelina Salazar — Monobloc - Adriana Aizemberg — Derecho de familia - Cecilia Roth — Sofacama - Mercedes Morán — Cara de queso —mi primer ghetto— - Veronica Llinás — Judíos en el espacio                                                                              | - Arturo Goetz — Derecho de familia - Duilio Marzio — Las manos - Ernesto Alterio — El método - Nazareno Casero — Crónica de una fuga - Pablo Echarri — Crónica de una fuga |
| Millor Revelació Femenina | Millor Revelació Masculina |
| - Marina Vilte — Una estrella y dos cafés - Luna Paiva — Judíos en el espacio - María Fernanda Callejón — Sofacama - María Lorenzutti — Chile 672 - María Onetto — Cuatro mujeres descalzas                                                                                  | - Martín Piroyansky — Sofacama - Esteban Pérez — Las manos - Nicolas Torcanowsky — Cara de queso —mi primer ghetto— - Tati Benitez — El camino de San Diego - Tomas Lipan — Nacido y criado |
| Millor guió original | Millor guió adaptat |
| - Daniel Burman — Derecho de familia - Carlos Sorín — El camino de San Diego - Juan Bautista Stagnaro i Alejandro Doria — Las manos - Pablo Trapero i Mario Rulloni — Nacido y criado - Rodrigo Moreno — El custodio                                                         | - Adrián Caetano, Esteban Student i Julián Loyola — Crónica de una fuga sobre la novel·la "Pase libre - La fuga de la Mansión Seré" de Claudio Tamburrini - Juan Villegas — Los suicidas sobre la novel·la homònima d’Antonio Di Benedetto - Mateo Gil i Marcelo Piñeyro — El método sobre l’obra teatral "El mètode Grönholm" de Jordi Galceran - Ricardo Cardoso i Marcelo Mangone — La demolición sobre l’obra teatral homònima de Ricardo Cardoso |
| Millor pel·lícula documental | Millor Guió de Documental |
| - Cándido López. Los campos de batalla — José Luis García - Bialet Masse, un siglo después — Sergio Iglesias - Fuerza Aerea S.A. — Enrique Piñeyro - Si sos brujo: Una historia de tango — Caroline Neal                                                                     | - José Luis García — Cándido López. Los campos de batalla - Sergio Iglesias — Bialet Massé, un siglo después - Caroline Neal i Alberto Muñoz — Si sos brujo: Una historia de tango - Enrique Piñeyro — Fuerza Aerea S.A. - Sebastián Schindel i Nicolás Avruj — Que sea rock |
| Millor opera prima | Millor llargmetratge d’animació |
| - El custodio — Rodrigo Moreno - Ana y los otros — Celina Murga - Cara de queso —mi primer ghetto— — Ariel Winograd - Cándido López. Los campos de batalla — José Luis García - Judíos en el espacio — Gabriel Lichtman                                                      | - En Pérez, el ratolí dels teus somnis — Juan José Buscarini - Patoruzito: la gran aventura — José Luis Massa |
| Millor VideoFilm | Millor Curtmetratge |
| - Caballos en la ciudad — Ana Gershenson - Cuba plástica — Nicolás Batlle, Fernando Molnar i Sebastián Schindel - El exilio de San Martín — Alejandro Areal Vélez - El último confín — Pablo Ratto - Pacto de silencio — Carlos Echeverría - Río arriba — Ulises de la Orden | - Medianeras — Gustavo Taretto |
| Millor pel·lícula iberoamericana | Millor pel·lícula en llengua estrangera |
| - Volver — Pedro Almodóvar - Chica tu madre — Gianfranco Quattrini - Hamaca paraguaya — Paz Encina - Mi mejor enemigo — Alex Bowen - Tapes — José Corbacho i Juan Cruz | - Petita Miss Sunshine — Jonathan Dayton i Valerie Faris - L'enfant — Jean-Pierre Dardenne i Luc Dardenne - Paradise Now — Hany Abu-Assad - Lâkpošthâ ham parvâz mikonand — Bahman Ghobadi , - Infiltrats — Martin Scorsese |
| Millor Fotografia | Millor Muntatge |
| - Guillermo Nieto — Nacido y criado - Jorge Pastorino — Monobloc - Julián Apezteguia — Crónica de una fuga - Sabine Lancelin, Matías Mesa — Agua - Willi Behnisch — Hamaca paraguaya                                                                                         | - Alberto Ponce — Crónica de una fuga - César Custodio — Monobloc - Nicolás Goldbart — El custodio - El camino de San Diego - Nacido y criado |
| Millor direcció artística | Millor disseny de vestuari |
| - Mercedes Alfonsín — Monobloc - Juan Mario Roust i Jorge Ferrari — Crónica de una fuga - Margarita Jusid — En Pérez, el ratolí dels teus somnis - Margarita Jusid — Las manos - Pablo Maestre Galli — Nacido y criado                                                       | - Beatriz di Benedetto — Las manos - Connie Balduzzi — En Pérez, el ratolí dels teus somnis - Julio Suarez — Cara de queso —mi primer ghetto— - Roberta Pesci — Derecho de familia - Sandra Fink — A través de tus ojos |
| Millor so | Millor música original |
| - Martin Grignaschi y Federico Billordo — Agua - Catriel Vildosola — El custodio - Fernando Soldevila — Crónica de una fuga - Martín Porta y Catriel Vildosola — Monobloc - Hamaca paraguaya                                                                                 | - Rodolfo Mederos — El último bandoneón - Iván Wyszogrod — Crónica de una fuga - Luis Chomicz y Palo Pandolfo — Nacido y criado - Nicolás Sorín — El camino de San Diego - Takuta Gordillo, Lucas Gordillo — Una estrella y dos cafes |

## Premis i nominacions múltiples
| Pel·lícula                            | Nominacions |
| ------------------------------------- | ----------- |
| Crónica de una fuga                   | 11          |
| Las manos                             | 9           |
| Derecho de familia                    | 8           |
| Nacido y criado                       | 8           |
| El custodio                           | 6           |
| Monobloc                              | 6           |
| Cara de queso —mi primer ghetto—      | 4           |
| El camino de San Diego                | 4           |
| El método                             | 4           |
| A través de tus ojos                  | 3           |
| Candido López - Los campos de batalla | 3           |
| En Pérez, el ratolí dels teus somnis  | 3           |
| Judíos en el espacio                  | 3           |
| Hamaca paraguaya                      | 3           |
| Sofacama                              | 3           |
| Agua                                  | 2           |
| Bialet Massé, un siglo después        | 2           |
| Fuerza Aerea S.A.                     | 2           |
| Los suicidas                          | 2           |
| Si sos brujo: Una historia de tango   | 2           |
| Una estrella y dos cafés              | 2           |

| Pel·lícula          | Premis |
| ------------------- | ------ |
| Crónica de una fuga | 3      |
| Derecho de familia  | 3      |
| El custodio         | 2      |
| Monobloc            | 2      |

## Premis Honorífics
Es van lliurar Premis Còndor de Plata a la trajectòria a l'actor Jorge Luz, a l'actriu Nelly Panizza, al director de fotografia Adelqui Camusso, al periodista Nicolás “Pipo” Mancera i a la Unión de Cineastas de Paso Reducido (Uncipar).